# Белвидир (Иллинойс)

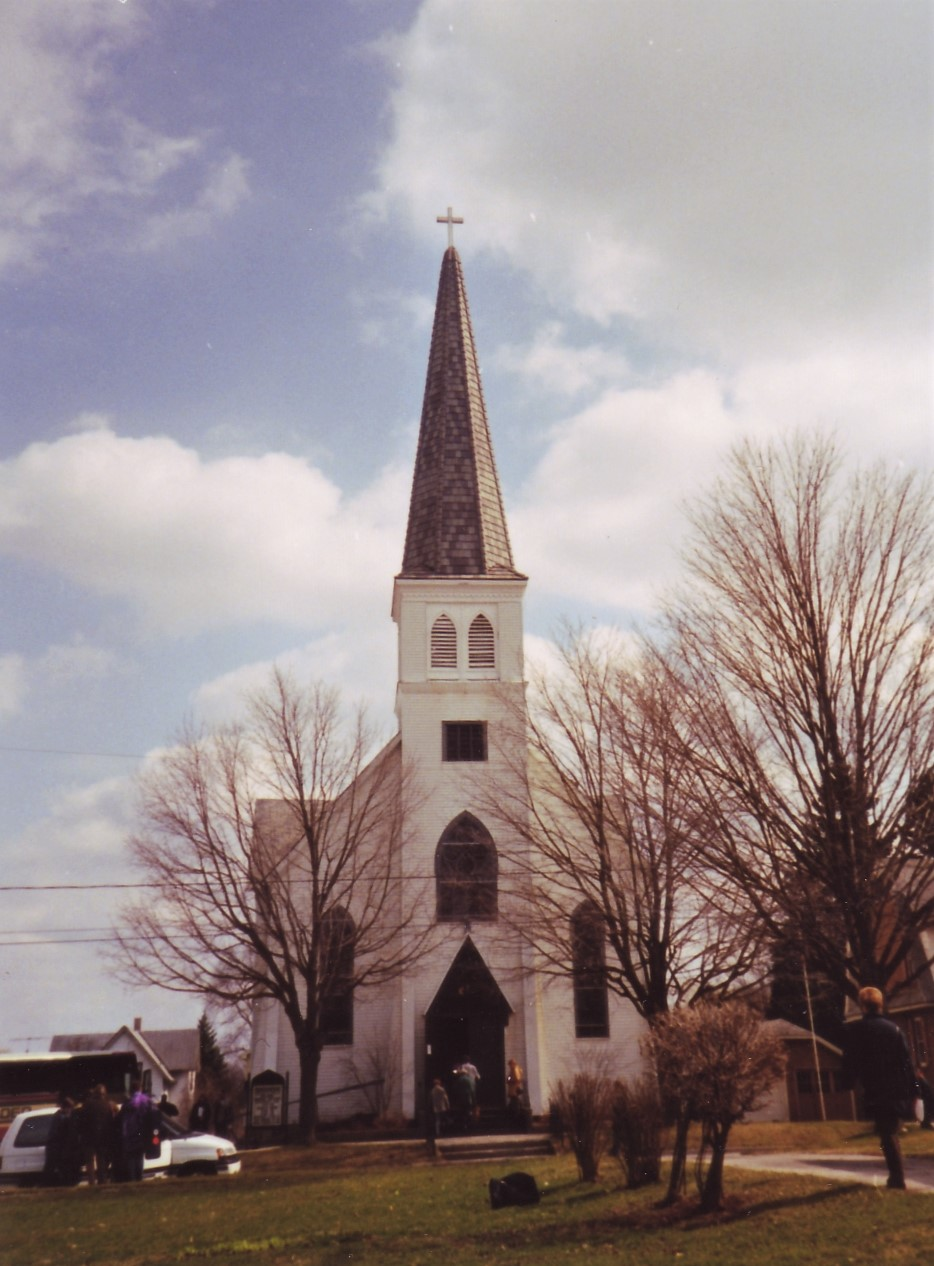
Лютеранская церковь в Белвидире

Бе́лвидир (англ. Belvidere, МФА /ˈbɛlvɨdɪər/) — крупнейший город и окружной центр округа Бун, штат Иллинойс, США. По данным переписи 2010 года численность населения города составила 25 585 человек.

## География
Белвидир расположен примерно на высоте 240 м над уровнем моря (42°15′17″ с. ш. 88°50′39″ з. д.). Находится в северной части штата Иллинойс, в 121 км к северо-западу от центра Чикаго и в 19 км к востоку от Рокфорда.
По данным Бюро переписи населения США общая площадь города оценивалась в 24 км², из которых 0,26 км² (0,55 %) составляла водная поверхность. Средняя температура воздуха в летний период находится на отметке 23°C, зимой -4°C, уровень осадков в среднем 83 см.

## История

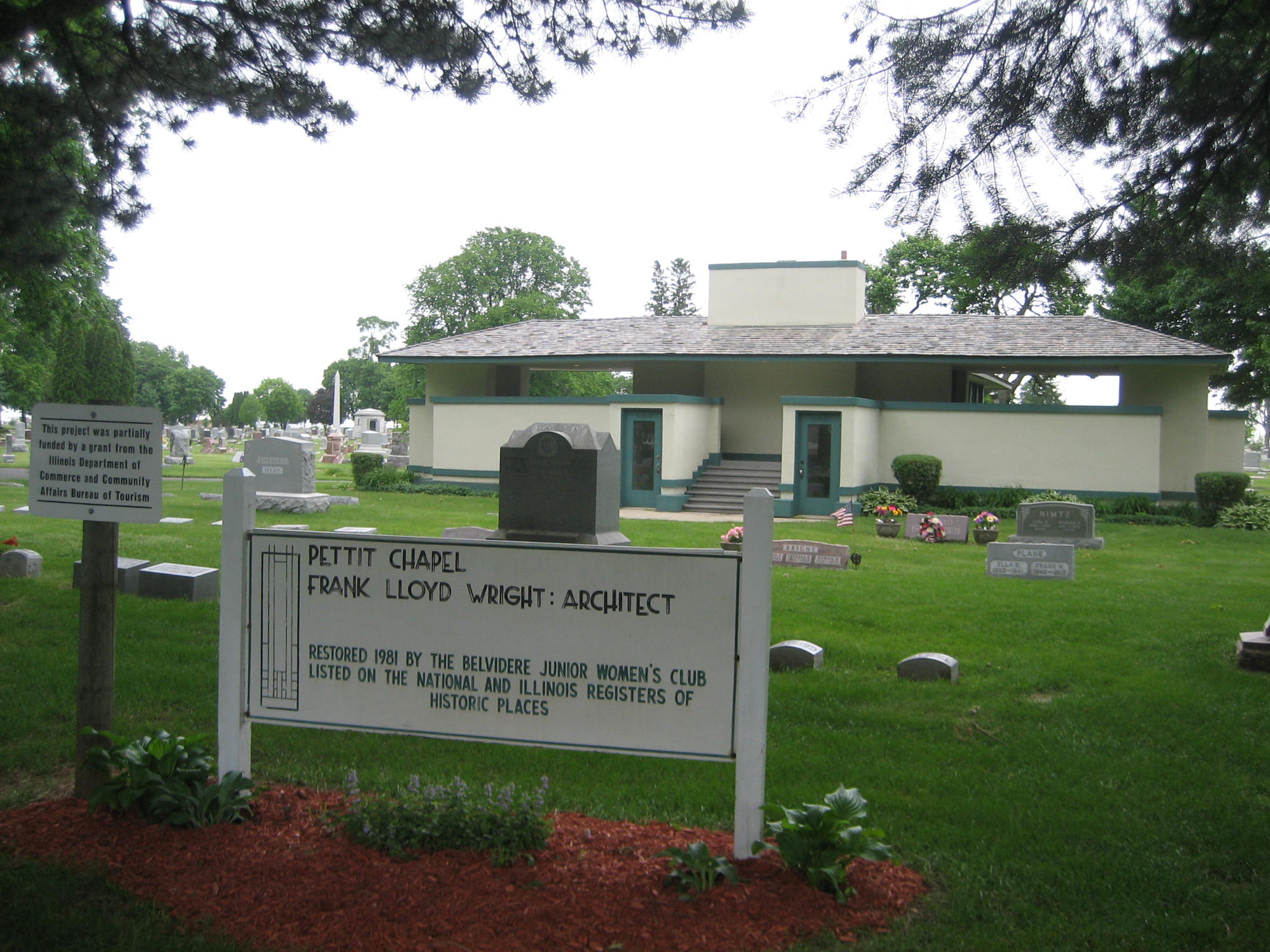
Мемориальная часовня в Белвидире, архитектор Фрэнк Райт

В месте, где сегодня расположен город, в 1835 году первым поселился мистер Уитни, который был настолько очарован красотой здешних пейзажей, что назвал эту территорию «Елисейскими полями». Вскоре сюда переехал мистер Пек, при чьём содействии название было изменено на Белвидир. По переписи того же года здесь зарегистрировано 37 человек. Город был заложен на северной стороне реки Кишуоки, с обычной городской площади, на которой было построено здание окружного суда. Однако, в 1851 году к югу от реки прошла железная дорога и деловая часть города постепенно стала смещаться в южном направлении и ныне здесь находится центр города.
21 апреля 1967 года по городу ударил разрушительный торнадо, погибли 24 человека, большинство из них учащиеся средней школы Белвидира. Торнадо силой F4 по шкале Фудзиты подошёл к школе в конце учебного дня, дети в это время находились за её пределами в ожидании школьных автобусов. В результате бушевания стихии, 12 из 16 автобусов были разбиты или опрокинуты сильным ветром. Торнадо нанёс ущерб в $ 22 млн., уничтожил более 100 домов и ранил более 300 человек. В 2007 году перед средней школой Белвидира установлен мемориал в память о погибших.

## Образование и здравоохранение
Образовательные учреждения включают десять начальных школ (7 общественных, одну католическую, одну лютеранскую и одну баптистскую), четыре средние школы (две общественные, одну лютеранскую, одну баптистскую) и две высшие. Школы Белвидира входят в округ № 100, где по данным на 2006—2007 года обучались 8714 детей.
В черте города действует одна больница — SwedishAmerican Medical Center, однако в всего в 12 км находится город Рокфорд, который обслуживают три крупные клиники. Кроме того, имеются три дома престарелых.

## Экономика и промышленность
В Белвидире работают несколько независимых друг от друга отелей, различные магазины продовольственных и продуктовых товаров, рестораны.
Основные отрасли промышленности в Белвидире включают станкостроение, производство тепловых печей, автомобилей (в городе расположен завод Daimler-Chrysler), пробок для бутылок, консервированных и замороженных овощей. Кроме того в городе находятся небольшие предприятия по производству синтетического кварца, микроволновых печей, изделий из бумаги, резины, проволоки, удобрений и химикатов, оборудования для салонов красоты.